# Oum Avnadech
Oum Avnadech är en kommun i departementet Néma i regionen Hodh Ech Chargui i Mauretanien. Kommunen hade 18 447 invånare år 2013.